# Joseph De Bakker
Joseph De Bakker (conocido como Jos De Bakker; Amberes, 27 de mayo de 1934) es un deportista belga que compitió en ciclismo en la modalidad de pista, especialista en la prueba de velocidad individual.
Ganó cuatro medallas en el Campeonato Mundial de Ciclismo en Pista entre los años 1960 y 1964.

## Medallero internacional
| Campeonato Mundial | Campeonato Mundial | Campeonato Mundial | Campeonato Mundial       |
| Año                | Lugar              | Medalla            | Competición              |
| ------------------ | ------------------ | ------------------ | ------------------------ |
| 1960               | Leipzig (RDA)      | Medalla de bronce  | Velocidad individual (P) |
| 1961               | Zúrich (Suiza)     | Medalla de bronce  | Velocidad individual (P) |
| 1963               | Rocourt (Bélgica)  | Medalla de bronce  | Velocidad individual (P) |
| 1964               | París (Francia)    | Medalla de bronce  | Velocidad individual (P) |

## Palmarés
- 1952
  - Campeón de Bélgica de velocidad amateur
- 1953
  - Campeón de Bélgica de velocidad amateur
- 1954
  - Campeón de Bélgica de velocidad amateur
- 1955
  - Campeón de Bélgica de velocidad amateur
- 1956
  - Campeón de Bélgica de velocidad amateur
- 1957
  - Campeón de Bélgica de velocidad 
  - 1.º en el Gran Premio de París
- 1958
  - Campeón de Bélgica de velocidad
- 1959
  - Campeón de Bélgica de velocidad
- 1960
  - Campeón de Bélgica de velocidad
- 1961
  - Campeón de Bélgica de velocidad
- 1962
  - Campeón de Bélgica de velocidad
- 1963
  - Campeón de Bélgica de velocidad 
  - 1.º en los Seis días de Madrid (con Rik Van Steenbergen)
- 1966
  - Campeón de Bélgica de velocidad